# Francisco Aguilar
Francisco Javier Aguilar García (26. marts 1949 - 11. maj 2020) var en spansk fodboldspiller (angriber). Han spillede tre kampe og scorede ét mål for Spaniens landshold.
På klubplan spillede Aguilar otte sæsoner hos Real Madrid, hvor han vandt hele fem spanske mesterskaber og to Copa del Rey-titler.
Aguilar døde af kræft i 2020, 71 år gammel.

## Titler
La Liga
- 1972, 1975, 1976, 1978 og 1979 med Real Madrid

Copa del Generalísimo
- 1974 og 1975 med Real Madrid